# René Huyghe
René Huyghe (Arras, 3 mei 1906 - Parijs, 5 februari 1997) was een Frans conservator, hoogleraar en schrijver over kunstgeschiedenis, kunstpsychologie en esthetica.

## Levensloop
Huyghe studeerde filosofie en esthetica aan de Sorbonne en aan de École du Louvre. 
In 1930 werd hij aangesteld door het Louvre als conservator voor schilderkunst en kort daarop werd hij gepromoveerd tot hoofdconservator van het museum. In 1936 kreeg hij op een leeftijd van dertig jaar een aanstelling als hoogleraar aan het Collège de France.
Hij richtte de tijdschriften L'Amour de l'Art en Quadrige op en schreef daar ook kunstkritieken voor. Hij was een van de eerste Fransen die films maakte over kunst, zoals zijn film over Peter Paul Rubens waarmee hij een prijs won tijdens de Biënnale van Venetië. Verder richtte hij de Federation internationale du film sur l'art (FIFA) op.
Tijdens de Tweede Wereldoorlog organiseerde hij de evacuatie van schilderijen van het Louvre naar onbezet gebied en zorgde hij tot de bevrijding van Frankrijk voor de bescherming van de werken.
In 1950 werd hij door het Collège de France uitgekozen de leerstoel psychologie van de beeldende kunst te bezetten en van 1960 tot aan zijn dood was hij lid van de Académie française. In 1966 werd hij samen met Herbert Read onderscheiden met een Erasmusprijs.
In 1974 werd hij benoemd tot directeur van het Musée Jacquemart-André. Voor UNESCO maakte hij deel uit van het internationaal comité van experts voor het behoud van Venetië. Verder diende hij voor de kunstraad van musea in Frankrijk.

## Erkenning
- Grootofficier van het Franse Legioen van Eer
- Grootkruis van de Franse Nationale Orde van Verdienste
- Commandeur van de Belgische Leopoldsorde
- Lid van de Académie française vanaf 1960
- Erasmusprijs in 1966, samen met Herbert Read